# Riseberga kloster
59°9′23″N 14°53′38″Ø / 59.15639°N 14.89389°Ø
Riseberga kloster var et nonnekloster af cistercienserordenen i Lekebergs kommun, ved Fjugesta i Närke, Sverige. Amfiteatret på Riseberga er landets største udendørsteater. Det kan rumme 1.216 siddende tilskuere.

## Historie
Klostret blev anlagt i slutningen af 1100-tallet som underlagt kloster til Vreta. Til bygningerne anvendtes kalksten. Klostret blev flittigt omtalt omkring denne tid. Jorden, som klostret blev bygget på, blev skænket af jarlen Birger Brosa. Klostret fik med tiden erhvervet betragtelige jorder, således at det på et tidspunkt ejede 224 gårde, møller, miner og kirker i Närke, Södermanland, Värmland, Västergötland, Östergötland og på Öland, samt jorder i Örebro.
Hele Edsbergs sogn var underlagt klostret, hvorfor Riseberga havde ansvar for at holde en præst til at tjene sognets indbyggere.